# 부암동 복수자들
《부암동 복수자들》은 2017년 10월 11일부터 2017년 11월 16일까지 tvN에서 방송된 수목 드라마이며, 사자토끼의 웹툰 《부암동 복수자 소셜클럽》이 원작인 드라마이다.

## 등장 인물

### 주요 인물
- 이요원 : 김정혜 역 (아역 : 신시아)
- 라미란 : 홍도희 역
- 명세빈 : 이미숙 역
- 이준영 : 이수겸 역

### 해랑건설
- 장용 : 이재국 역 - 김정혜의 시아버지, 해랑건설 회장
- 최병모 : 이병수 역 - 김정혜의 남편, 해랑건설 장남, 이수겸의 생부
- 허형규 : 이병호 역 - 김정혜의 시동생, 해랑건설 차남
- 신동미 : 한수지 역 - 이수겸의 생모

### 부암재래시장
- 윤진솔 : 김희경 역 (아역 : 공유빈) - 홍도희의 딸
- 최규진 : 김희수 역 - 홍도희의 아들
- 김미준 : 손정옥 역
- 이채민 : 수 역

### 새빛고등학교
- 정석용 : 백영표 역 - 이미숙의 남편, 대학교수
- 김보라 : 백서연 역 - 이미숙의 딸, 새빛고 학생
- 신동우 : 황정욱 역 - 주길연의 아들, 새빛고 학생
- 김형일 : 홍상만 역 - 이병수와 백영표의 선배, 새빛고 교장
- 송채윤 : 진미 역 - 백서연의 친구, 새빛고 학생
- 유인수 : 경복 역 - 백서연의 친구, 새빛고 학생

### 건하그룹
- 정애연 : 김정윤 역 (아역 : 구민주) - 김정혜의 이복언니, 건하그룹 장녀
- 김사권 : 박승우 역 - 가구 목수
- 이금주 : 김정윤의 어머니 역
- 이석구 : 김정윤과 김정혜의 아버지 역

### 그 외 인물
- 성병숙 : 이미숙의 시어머니 역
- 소희정 : 가사도우미 역
- 정영주 : 주길연 역 - 황정욱의 어머니
- 이용규
- 백예경
- 유옥주
- 유금
- 강인아
- 김주아
- 송경화
- 정영금
- 하민
- 손정림
- 임채하
- 원지우
- 박예나 : 메롱하는 아이 역
- 조아인 : 세나 역
- 고세희 : 세미 역
- 김가을 : 세희 역
- 정준현
- 최나무
- 정애화
- 한여울
- 안성건
- 천예원
- 강찬양
- 최재영
- 김미준
- 동윤석
- 서병덕
- 황주호
- 박미나
- 신선희
- 김종호
- 이용규
- 엄지혜
- 장문규
- 서지미
- 이채경
- 박용
- 정영금
- 박건락

### 특별출연
- 조희봉 : 진상 손님 역
- 김기남
- 김영남
- 정규수 : 의사 역

## 촬영지
- 지혜의 숲
- 지노(ZINO)
- 아트센터 화이트블럭
- 유 리트리트
- 오산중고등학교
- 조공시장
- 피오레윤 그라데이션
- 파라다이스시티
- 경원재 엠배서더
- 나무이야기 - 은유다방
- BJ 찜질방(청라 스파렉스)

## 시청률
최저 시청률과 최고 시청률은 시청률 조사회사와 지역별로 시청률에 차이가 있을 수 있습니다.
| 2017년      | 2017년      | 2017년     | 2017년      |
| 회차        | 방송일      | AGB 시청률 | TNmS 시청률 |
| ----------- | ----------- | ---------- | ----------- |
| 제1회       | 10월 11일   | 2.900%     | 2.8%        |
| 제2회       | 10월 12일   | 4.636%     | 4.9%        |
| 제3회       | 10월 18일   | 5.249%     | 4.8%        |
| 제4회       | 10월 19일   | 5.054%     | 5.5%        |
| 제5회       | 10월 25일   | 5.283%     | 4.6%        |
| 제6회       | 10월 26일   | 5.087%     | 4.8%        |
| 제7회       | 11월 1일    | 4.802%     | 4.9%        |
| 제8회       | 11월 2일    | 4.925%     | 5.5%        |
| 제9회       | 11월 8일    | 6.021%     | 6.4%        |
| 제10회      | 11월 9일    | 6.126%     | 6.4%        |
| 제11회      | 11월 15일   | 5.495%     | 6.0%        |
| 제12회      | 11월 16일   | 6.330%     | 6.1%        |
| 평균 시청률 | 평균 시청률 | 5.159%     | 5.2%        |

## 같이 보기
- 대한민국의 텔레비전 드라마 목록 (ㅂ)
- 2017년 대한민국의 텔레비전 드라마 목록
- 웹툰을 원작으로 한 텔레비전 드라마 목록